# 岑昏
岑昏（？—280年），南陽郡棘陽縣人。三国时期东吴人，吴末帝孙皓的佞臣。是東漢征南大將軍岑彭，名士岑晊的後代。

## 生平
岑昏巴结吴末帝孙皓，官至九卿衛尉，好兴土木，置人民劳苦于不顾。但也曾率公卿以下百余人叩头请命救下被孙皓發怒拘捕的中书令张尚。
天紀四年（280年）三月，由于晋伐吴大军节节胜利，东吴群臣数百人叩头请求孙皓杀岑昏，孙皓被迫答应。群臣将岑昏逮捕，孙皓随后反悔，但派使者收回成命时岑昏已经被杀。
刘宋时期苛虐无道的奚显度深受宋孝武帝信任，后奚显度被前废帝杀死，时人将之比作孙皓杀岑昏。

## 演义形象
在长篇历史小说《三国演义》中，岑昏于第一百二十回《荐杜预老将献新谋 降孙皓三分归一统》中登场，岑昏为宦官，官列中常侍，孙皓即位后得到宠幸。280年，晋龙骧将军王濬率军伐吴，岑昏建议以铁锁链封锁长江，阻挡晋军进攻。王濬以火船烧锁链破其计，沿途东吴将士或死或降。群臣上奏东吴衰败之因在于岑昏，将他与蜀汉的黄皓并列为误国之奸臣。在孙皓阻止之前，群臣以“今日之祸，皆岑昏之罪”，将岑昏剁为肉泥，生吃其肉。